# La Flachère
La Flachère és un municipi francès situat al departament de la Isèra i a la regió d'Alvèrnia-Roine-Alps. L'any 2007 tenia 424 habitants.

## Demografia

### Població
El 2007 la població de fet de La Flachère era de 424 persones. Hi havia 158 famílies de les quals 28 eren unipersonals (8 homes vivint sols i 20 dones vivint soles), 53 parelles sense fills, 69 parelles amb fills i 8 famílies monoparentals amb fills.
La població ha evolucionat segons el següent gràfic:
Habitants censats

### Habitatges
El 2007 hi havia 173 habitatges, 158 eren l'habitatge principal de la família, 14 eren segones residències i 2 estaven desocupats. 161 eren cases i 11 eren apartaments. Dels 158 habitatges principals, 126 estaven ocupats pels seus propietaris, 22 estaven llogats i ocupats pels llogaters i 9 estaven cedits a títol gratuït; 4 tenien dues cambres, 16 en tenien tres, 38 en tenien quatre i 100 en tenien cinc o més. 132 habitatges disposaven pel capbaix d'una plaça de pàrquing. A 45 habitatges hi havia un automòbil i a 107 n'hi havia dos o més.

### Piràmide de població
La piràmide de població per edats i sexe el 2009 era:
| Homes | Edats   | Dones |
| ----- | ------- | ----- |
| 0     | 95 o +  | 0     |
| 0     | 90 a 94 | 0     |
| 0     | 85 a 89 | 4     |
| 0     | 80 a 84 | 0     |
| 0     | 75 a 79 | 4     |
| 8     | 70 a 74 | 0     |
| 4     | 65 a 69 | 12    |
| 0     | 60 a 64 | 0     |
| 16    | 55 a 59 | 8     |
| 16    | 50 a 54 | 12    |
| 4     | 45 a 49 | 28    |
| 24    | 40 a 44 | 8     |
| 32    | 35 a 39 | 40    |
| 8     | 30 a 34 | 8     |
| 16    | 25 a 29 | 8     |
| 4     | 20 a 24 | 4     |
| 20    | 15 a 19 | 32    |
| 12    | 10 a 14 | 24    |
| 32    | 5 a 9   | 12    |
| 8     | 0 a 4   | 4     |

## Economia
El 2007 la població en edat de treballar era de 303 persones, 249 eren actives i 54 eren inactives. De les 249 persones actives 237 estaven ocupades (129 homes i 108 dones) i 12 estaven aturades (3 homes i 9 dones). De les 54 persones inactives 12 estaven jubilades, 25 estaven estudiant i 17 estaven classificades com a «altres inactius».

### Ingressos
El 2009 a La Flachère hi havia 168 unitats fiscals que integraven 461 persones, la mediana anual d'ingressos fiscals per persona era de 20.397 €.

### Activitats econòmiques
Dels 15 establiments que hi havia el 2007, 1 era d'una empresa de fabricació d'altres productes industrials, 6 d'empreses de construcció, 1 d'una empresa de comerç i reparació d'automòbils, 2 d'empreses d'hostatgeria i restauració, 1 d'una empresa immobiliària i 4 d'empreses de serveis.
Dels 6 establiments de servei als particulars que hi havia el 2009, 2 eren fusteries, 1 lampisteria, 2 electricistes i 1 restaurant.
L'any 2000 a La Flachère hi havia 9 explotacions agrícoles que ocupaven un total de 156 hectàrees.

## Equipaments sanitaris i escolars
El 2009 hi havia una escola maternal.

## Poblacions més properes
El següent diagrama mostra les poblacions més properes.